# SFlow

sFlow，名稱來自流量採樣（英語：sampled flow）的縮寫，是一種工業規格，用來測量OSI模型第二層封包。這個規格提供了一個方法，以取樣的方式，獲得網路封包的資訊，讓網路管理人員可以了解網路的運作狀況，了解網路壅塞的原因。這個協定由sFlow.org論壇負責維護，現行標準為第五版。